# Henry Bernhard
Henry Friedrich Christian Bernhard (* 1. Januar 1896 in Dresden; † 9. März 1960 in Würzburg) war ein deutscher Zeitungsverleger, Journalist und Politiker.
Bernhard wurde 1896 in Dresden als Sohn eines Schreiner- und Glasermeisters geboren. Von 1911 bis 1914 absolvierte er eine kaufmännische Lehre beim Bund der Industriellen. Nach dem Ersten Weltkrieg wurde er Mitglied der Geschäftsführung des neu gegründeten Reichsverbandes der Deutschen Industrie. Anschließend war er von 1923 bis 1929 der Privatsekretär von Gustav Stresemann.
Nachdem er bis 1933 als freier Schriftsteller tätig war, betrieb er von 1933 bis 1938 ein Büro für Zeitungsausschnitte und arbeitete anschließend bis 1945 in der Presse- und Propagandaabteilung der Daimler-Benz AG. Von 1945 bis 1946 war er mit Josef Eberle und Karl Ackermann einer von drei Lizenzträgern der Stuttgarter Zeitung; 1946 gründete er zusammen mit dem Sozialdemokraten Erwin Schoettle  die Stuttgarter Nachrichten, bei der 1966 sein Sohn Rudolph Bernhard (1934–2002) Chefredakteur wurde. Seine Tochter Maria Anna (auch: Marianne) gründete 1968 mit ihren Kollegen Klaus P. Rogner und Axel Matthes den Verlag Rogner & Bernhard.
1946 war Bernhard für die Demokratische Volkspartei (DVP) Mitglied der Vorläufigen Volksvertretung für Württemberg-Baden und der Verfassunggebenden Landesversammlung Württemberg-Baden.
Von 1946 bis 1950 war er Mitglied des ersten Landtages von Württemberg-Baden und Vizepräsident des Parlamentes, ab 1949 als Erster Vizepräsident. Nach der Gründung der Bundeswehr war Bernhard von 1955 bis 1957 Mitglied des Personalgutachterausschusses.
Bernhard war wie Gustav Stresemann ein Mitglied der Freimaurerloge Friedrich der Große.
Bernhard, der wohl bereits länger an Diabetes litt, starb am 9. März 1960 relativ überraschend an den Folgen einer Darmlähmung.

## Werke
- Das Kabinett Stresemann, Staatspolitischer Verlag, Berlin 1924
- Reventlow, Hugenberg und die anderen, Staatspolitischer Verlag, Berlin 1926
- Vermächtnis. Der Nachlaß in drei Bänden. Hrsg. von Henry Bernhard, Verlag Ullstein, Berlin 1932/33. (Digitalisat: Bd. 1, Bd. 2, Bd. 3)
- Irrationale Kräfte unserer Zeit: eine Studie über das Unbewußte in Politik und Geschichte. Franz Alexander, (Übers. von Henry Bernhard). Stuttgart: Klett, 1946. (Originaltitel Our Age of unreason)
- Finis Germaniae. Aufzeichnungen und Betrachtungen. Haslsteiner, Stuttgart 1947.
- Das amerikanische Geistesleben von den Anfängen bis zur Gegenwart. Merle Curti, (Übers. von Henry Bernhard). Stuttgart: Klett, 1947.